# Kokanurga
Kokanurga is een plaats in de Estlandse gemeente Peipsiääre, provincie Tartumaa. De plaats heeft de status van dorp (Estisch: küla).
De plaats lag tot in oktober 2017 in de gemeente Pala en in de provincie Jõgevamaa. In die maand ging de gemeente op in de gemeente Peipsiääre. Pala verhuisde daarbij van de provincie Jõgevamaa naar de provincie Tartumaa.

## Bevolking
De ontwikkeling van het aantal inwoners blijkt uit het volgende staatje:
| Jaar            | 2011 | 2017 | 2019 | 2021 |
| --------------- | ---- | ---- | ---- | ---- |
| Aantal inwoners | 46   | 52   | 46   | 44   |

## Ligging
Kokanurga ligt tegen de grens tussen de gemeente Peipsiääre en de gemeente Mustvee in de provincie Jõgevamaa. De rivier Haavakivi, een zijrivier van de Kääpa, vormt de grens. Aan de overkant liggen de dorpen Halliku en Kiisli in de gemeente Mustvee.

## Geschiedenis
Kokanurga werd rond 1866 voor het voor het eerst genoemd onder de naam Kokko, een boerderij. Sinds 1939 is de nederzetting rond de boerderij een dorp. In de beginjaren werd het ook wel Kokanurme of Peedunurga genoemd. In 1977 werd het buurdorp Palu bij Kokanurga gevoegd.